# 夕方ラジオ チェケラッチョ

『夕方ラジオ チェケラッチョ』（ゆうがた-）は、エフエム佐賀で月曜から金曜の16:00-18:55に放送していた平日夕方の生ワイド番組である。当初金曜日は「チェケラッチョFRIDAY」として別番組だったが、2008年4月からの3部制、2008年10月スタートのEasy Flash!を経て2010年4月より同一番組として吸収された。なお、タイトルは「You Get a Radio」の意を含んでいる。本項目では「チェケラッチョ FRIDAY」の内容も取り上げる。

## 概要
2007年9月末に前番組（月-木17:00-19:55のSUNSET POWER JAM、金17:00-19:55のHappy Friday）を放送していた佐賀市大和町のイオンショッピングタウン大和（現・イオンモール佐賀大和）サテライトスタジオが閉鎖されたことを受け、16時台に本社スタジオより放送していた「夕方バラエティー本庄商店」と統合し、月-木については時間を1時間短縮する形でスタートした。当初は前述の通り月-木と金曜は別番組扱いであり、さらに金曜日は16:00-18:00と18:00-19:55の前後半に分かれていた。さらに金曜日については改編期の度に時間やタイトルの変更が行われ、2008年4月からは13:30-14:55、15:00-17:00、17:00-18:55の3部制、2008年10月からは1部と2部の時間が新番組の「Easy Flash!」、3部のみが「チェケラッチョFRIDAY」として継続となった。しかし2009年4月には昼帯から撤退し、月-木と同じ時間帯である16:00-18:55に「Easy Flash!」が移動、「チェケラッチョFRIDAY」は終了した。さらに2010年3月末で「Easy Flash!」も終了し、2010年4月より月曜から金曜のベルト番組となっている。

## パーソナリティ
- 渕上史貴・小松久里子（月）
- 田代奈々（火）
- 嶋田和孝（水）
- コガ☆アキ（木）
- 原和正・コガ☆アキ（金）

### 過去の出演者
放送時間帯と同じくパーソナリティについても頻繁に変更が加えられている。以下にその履歴を記す。
| 期間                    | 月                  | 火                  | 水               | 木                | 金                                                       |
| ----------------------- | ------------------- | ------------------- | ---------------- | ----------------- | -------------------------------------------------------- |
| 2007・10・1-2008・3・31 | おのくみこ マッチョ | おのくみこ マッチョ | 原和正 コガ☆アキ | 原和正 コガ☆アキ  | 嶋田和孝・サトユミ☆（前半） 八木徹（後半）               |
| 2008・4・1-2008・9・30  | おのくみこ          | おのくみこ          | 原和正 コガ☆アキ | 原和正 コガ☆アキ  | 八木徹（1部） 嶋田和孝・サトユミ☆（2部） 相越久枝（3部） |
| 2008・10・1-2009・3・31 | 八木徹              | 八木徹              | 原和正 コガ☆アキ | 原和正 木村ヤスエ | 相越久枝                                                 |
| 2009・4・1-2009・9・25  | 原和正 木村ヤスエ   | 田代奈々 マッチョ   | 原和正 コガ☆アキ | ヒーマン 豊永香代 | 別番組（Easy Flash!）                                    |
| 2009・9・28-2010・3・31 | 原和正 木村ヤスエ   | 田代奈々 マッチョ   | 原和正 コガ☆アキ | 丸田輝久 豊永香代 | 別番組（Easy Flash!）                                    |
| 2010・4・1-2010・10・1  | 原和正 木村ヤスエ   | 田代奈々            | 原和正 コガ☆アキ | ヒーマン 豊永香代 | 嶋田和孝                                                 |
| 2010・10・4-2012・9・28 | 木村ヤスエ          | 田代奈々            | コガ☆アキ        | 原和正            | 嶋田和孝                                                 |
| 2012・10・1-2013・10・4 | 北野順一            | 田代奈々            | コガ☆アキ        | 嶋田和孝          | 原和正 コガ☆アキ                                         |
| 2013・10・7-2014・3・31 | 渕上史貴            | 田代奈々            | コガ☆アキ        | 嶋田和孝          | 原和正 コガ☆アキ                                         |
| 2014・4・1-2015・3・31  | 渕上史貴 小松久里子 | 田代奈々            | 嶋田和孝         | コガ☆アキ         | 原和正 コガ☆アキ                                         |

## 番組コーナー
- 「はちみつボイス☆週末ボイスナビ」（第1・2・3・4水曜）
- 「ガージュの頼れるはなし」（第1月曜）
- 「野中税理士のなるほど税務ナール」（第2・4火曜）
- 「佐賀の恵みにカンパイ」（第1火曜）
- 「みどりのキャンペーン」（毎週火・水曜）
- 「ホンダカーズ西佐賀ワイガヤ通信」（毎週水曜）
- 「渡辺先生のドリームボイス!」（第1木曜）
- 「麻雀ディスカバリー」（第2・4木曜）
- 「あ～らナナちゃんいらっしゃい!」（第1・3月曜）
- 「斉藤先生の『教えて!行列のできる司法相談所』」（毎週木曜）
- 「週末情報 ゆめさがNavi」（毎週金曜）
- 「ムッシュ田島と飯地紀美子のおいしい話!イイ話!」（毎週金曜）
- 「チェケラッチョCountDown」（毎週金曜）
- 「みんなで止めよう!温暖化 素敵なエコライフ」（毎週金曜）
- 「がばいよか 交通事故ゼロ 佐賀の故郷」（最終金曜）